# Équipe cycliste My Bike-Stevens
L'équipe cycliste My Bike-Stevens est une équipe cycliste autrichienne participant aux circuits continentaux de cyclisme et en particulier l'UCI Europe Tour. Elle est active entre 2013 et 2018.

## Histoire de l'équipe
Créée en 2013, elle acquiert le statut d'équipe continentale en 2014.
Elle disparait à l'issue de la saison 2018. La nouvelle équipe Sport.Land. Niederösterreich, lancée en 2019, récupère plusieurs coureurs et directeurs sportifs.

## Principales victoires

### Courses d'un jour
- Banja Luka-Belgrade II : Andi Bajc (2015)
- Grand Prix Südkärnten : Jan Tratnik (2015, 2016)
- Rund um Sebnitz : Maximilian Kuen (2015)
- Visegrad 4 Bicycle Race-GP Hungary : Marek Čanecký (2016)
- Umag Trophy : Rok Korošec (2017)
- Poreč Trophy : Matej Mugerli (2017)
- Grand Prix Kranj : Matej Mugerli (2017)
- Visegrad 4 Bicycle Race-GP Czech Republic : Rok Korošec (2017)

### Courses par étapes
- East Bohemia Tour : Jan Tratnik (2015)
- Istrian Spring Trophy : Matej Mugerli (2017)

### Championnats nationaux
- Championnats de Hongrie sur route : 3
  - Course en ligne : 2016 (János Pelikán)
  - Contre-la-montre : 2016 (János Pelikán)
  - Course en ligne espoirs : 2016 (János Pelikán)
- Championnats de Slovaquie sur route : 1
  - Contre-la-montre : 2016 (Marek Čanecký)
- Championnats de Slovénie sur route : 2
  - Course en ligne : 2016 (Jan Tratnik)
  - Contre-la-montre : 2015 (Jan Tratnik)

## Classements UCI
L'équipe participe aux circuits continentaux et principalement à des épreuves de l'UCI Europe Tour. Les tableaux ci-dessous présentent les classements de l'équipe sur les différents circuits, ainsi que son meilleur coureur au classement individuel.
UCI Africa Tour
| Saison | Classement par équipes | Meilleur coureur au classement individuel |
| ------ | ---------------------- | ----------------------------------------- |
| 2014   | 22e                    | Péter Kusztor (124e)                      |

UCI Europe Tour
| Saison | Classement par équipes | Meilleur coureur au classement individuel |
| ------ | ---------------------- | ----------------------------------------- |
| 2014   | 60e                    | Jan Tratnik (172e)                        |
| 2015   | 37e                    | Andi Bajc (90e)                           |
| 2016   | 41e                    | Jan Tratnik (128e)                        |
| 2017   | 39e                    | Matej Mugerli (210e)                      |

## Amplatz-BMC en 2017[8]

### Effectif
| Cycliste            | Date de naissance | Nationalité | Équipe 2016          |  |
| ------------------- | ----------------- | ----------- | -------------------- |  |
| Andi Bajc           | 14 novembre 1988  | Slovénie    | Amplatz-BMC          |  |
| Marek Čanecký       | 17 juin 1988      | Slovaquie   | Amplatz-BMC          |  |
| Tobias Edelbauer    | 11 juillet 1998   | Autriche    |                      |  |
| Gerd Fidler         | 12 septembre 1996 | Autriche    | Amplatz-BMC          |  |
| Julian Gruber       | 4 octobre 1997    | Autriche    | Amplatz-BMC          |  |
| Rok Korošec         | 24 novembre 1993  | Slovénie    | Radenska - Ljubljana |  |
| Péter Kusztor       | 27 décembre 1984  | Hongrie     | Amplatz-BMC          |  |
| Matej Mugerli       | 17 juin 1981      | Slovénie    | Synergy Baku         |  |
| János Pelikán       | 19 avril 1995     | Autriche    | Amplatz-BMC          |  |
| Hermann Pernsteiner | 7 août 1990       | Autriche    | Amplatz-BMC          |  |
| Andreas Umhaller    | 20 février 1992   | Autriche    | Amplatz-BMC          |  |
| Thomas Umhaller     | 6 juillet 1995    | Autriche    | Vorarlberg           |  |

### Victoires
| Date       | Course                                        | Pays    | Classe | Vainqueur     |
| ---------- | --------------------------------------------- | ------- | ------ | ------------- |
| 11/03/2017 | 2e étape de l'Istrian Spring Trophy           | Croatie | 2.2    | Matej Mugerli |
| 12/03/2017 | Classement général de l'Istrian Spring Trophy | Croatie | 2.2    | Matej Mugerli |